# Albertina Carri
Albertina Carri (Buenos Aires, 1973) és guionista, productora, directora de cinema i artista audiovisual argentina.

## Biografia
Albertina Carri és filla de Roberto Carri, sociòleg i assagista argentí i fundador de les "Cátedras Nacionales", i que juntament amb la seva esposa Ana María Caruso (mare de Albertina) militaven en l'organització Montoneros. El 24 de febrer de 1977, els seus pares van ser segrestats per l'última dictadura cívico-militar argentina (1976-1983) i desapareguts pel terrorisme d'Estat imposat per aquesta, quan Albertina tenia 4 anys d'edat.

Sobre el seu record d'aquest fet va declarar:
| « | La recordo com una pel·lícula. No la recordo amb angoixa, sinó com una cosa que li va passar a un altre. Arribava a la meva casa amb la meva germana mitjana, Paula. Era de dia, i venien unes actuacions a tota velocitat. Paula em va agarrar del braç, perquè es va adonar que venien a buscar-nos, comencem a córrer, ens ensopeguem, ens van agarrar dels braços. Paula li va donar puntades al tipus, el va trepitjar, el va mossegar, es va deixar anar, es va ficar a la casa i jo em vaig quedar aquí fora. Després, la meva memòria salta a quan ens portaven en l'auto, que la meva germana cridava i deia que en l'altre auto estava mamà, i un dels tipus deia que no, que callés, i les meves dues germanes ploraven i jo no entenia per què ploraven. Vaig preguntar on ens portaven i em van dir «amb els teus avis», i a mi em va donar una alegria bàrbara, perquè es venia el «malcriadismo»." | » |

Respecte dels records dels seus pares va dir:
| « | "No me’n recordo gaire dels meus pares. No tinc referències de mi abans ni després. Jo em vaig criar en aquesta absència, envoltada de relats, coses que vaig escoltar, fotos… Les meves germanes sempre els van tenir molt presents i van insistir molt a sostenir la seva presència. […] Hi ha records que ja no sé si són ficció, hi ha coses que crec recordar-me’n però no sé si les vaig viure o si les vaig construir a partir d'aquesta absència tan espessa i dolorosa." | » |

Després del segrest, Albertina i les seves dues germanes es van anar a viure al departament dels seus avis, a Barri oNorte. Durant tot aquest any van intercanviar correspondència amb els seus pares en captivitat, fins que van perdre el contacte. En l'estiu de 1978-1979, es van mudar amb les seves germanes al camp amb uns oncles. Aquests feliços anys rurals li van inspirar el llargmetratge La rabia (de 2008). Als 10 anys va tornar a Capital i va anar a un col·legi de monges. Va estudiar la carrera de Lletres un parell d'anys. En un viatge a París es va enamorar d'un noi francès, amb qui es va casar. Un any després es va divorciar.
A l'agost de 2005, Albertina Carri va conèixer a la periodista i activista Marta Dillon, amb qui es va casar i ―amb l'ajuda del seu amic en comú, el dissenyador gràfic Alejandro Ros― va tenir un fill, Furio Carri Dillon Ros,que va ser el primer inscrit a l'Argentina amb triple filiació del seu pare Alejandro Ros i dues mares, Albertina Carri i Marta Dillon. El matrimoni amb Marta Dillon va durar fins 2015.

## Activitat professional
Als 19 anys va estudiar per guionista a la FUC Fundación Universidad del Cine de Buenos Aires. s va exercir diversos anys com a directora de fotografia de diversos directors. En 1998 va començar a treballar en la seva òpera prima, anomenada No quiero volver a casa que es va estrenar en el 2000 i va ser seleccionada per a ser exhibida en els festivals de Rótterdam, Londres i Viena, entre d'altres.Ha fet diversos rols dins de la seva activitat de cineasta, exercint de càmera, muntatge i productora d'algunes de les seves pel·lícules.
La seva incursió en les tècniques d'animació van donar com a resultat els curtmetratges Aurora (2001) y Barbie también puede estar triste (2001).Aquesta última ficció, pornogràfica, va ser distingida com a millor pel·lícula estrangera al Nova York Mix Festival.
El seu segon llargmetratge, Los rubios (2003) a va destacar entre els millors directors de la seva generació. Va ser estrenat comercialment als Estats Units i Espanya després de recórrer els festivals de Locarno, Toronto, Gijón, Rótterdam i Göteborg, i va rebre els premis Del Públic i Millor Pel·lícula Argentina (BAFICI), Millor Nou Director (Las Palmas – Canàries) i Millor Pel·lícula (L’alternativa – Barcelona). També va rebre tres premis Clarín: Millor Actriu, Millor Documental i Millor Música. Aquesta pel·lícula, segons Julián Gorodischer, es defineix «com un reality xou sobre la memòria» i s'afirma que va marcar un abans i un després en la manera de representar a les víctimes del terrorisme d'Estat.El film tracta sobre les memòries de la directora respecte dels seus pares i es val de fragments, fantasies, relats, fotos i fins a ninots Playmobil en un relat que enfoca al passat i es projecta en el present. Un equip de filmació que per moments apareix en càmera i una actriu completen la construcció de l'univers fracturat en què la protagonista descobreix una vegada i una altra l'impossible de la memòria.
Géminis (2005), el seu tercer llargmetratge, va ser presentat en la Quinzena de Realitzadors del Festival Internacional de Cinema de Canes i va ser estrenat comercialment a nivell nacional i internacional.En una típica família argentina de classe alta el fill major arriba d'Espanya per a casar-se enfront dels orgullosos ulls dels seus pares, la qual cosa revelarà la fragilitat de l'immaculat ordre que es creia existent. Diego Batlle, del diari La Nación, va ressaltar que “més enllà dels apuntats vaivens dramàtics i interpretatius, Carri aconsegueix amb "Géminis" un important salt qualitatiu en termes de solidesa narrativa”.”. Diego Lerer, del diari Clarín, va concloure que Carri “s'allunya de l'estereotip realista per a exercitar en el drama estilitzat, ficant-se en la intensitat de les pulsions, però sempre des d'una distància, si es vol, acadèmica.” i Josefina Sartora, de la web cineismo.com, va criticar que “alguns detalls fan soroll: la llarga escena en què els germans estan drogats, un gruixut acudit televisiu i un final que cau en picada al buit amb explicacions innecessàries. També hauria estat interessant aprofundir la línia de la gelosia del tercer germà, insinuats en un moment clau del film.”
El seu llargmetratge, La rabia (2008), ha estat guardonat amb dos premis FIPRESCI a l'Havana i Transsilvània; amb la distinció a Millor Director al Festival Internacional del Nou Cinema Llatinoamericà de l'Havana i les distincions a Millor Director i Millor Actriu en el Festival de Monterrey.
El 2009 va guanyar el premi a la trajectòria Luna de Valencia, del Festival Cinema Jove, realitzat a València.
Juntament amb Marta Dillon va fundar en 2010 la productora Torta (que en lunfardo significa “lesbiana”), amb la qual van produir una sèrie de quatre documentals anomenada La Bella Tarea, sobre els drets de les dones en el part, sobre les diferents maneres de parir i sobre com la corporació mèdica es va apropiar d'aquest procés fisiològic, que es va passar a partir del 28 de setembre de 2012 per Canal 9.
Durant l’any 2011 Carri ha realitzat Partes de lengua, una videoinstal·lació pel Museo del Libro y de la Lengua; que és una obra que reflexiona sobre la llengua materna com a llengua de la conquesta i la problemàtica que enfronta el territori argentí enfront de les llengües originàries, la tradició oral i la tradició escrita convivint en tensió.
En 2012 Carri i Dillon van realitzar el programa Visibles, que la seva emissió per televisió a la Terra del Foc va ser afavorida pel govern d'aquesta província. que consta d'unes sis hores de durada realitzades en Alta definició, amb convidats i convidades diversos ―Mauro Cabral, Fito Páez, Liniers, Mariela Muñoz, Fabiana Tron, i altres― i amb curts d'animació per a cada capítol, més un glossari també animat i informes periodístics. Conduït per Diego Trerotola i Lisa Kerner, va ser produït per Carri, Marlene Wayar, Ariel Di Paola i altres.

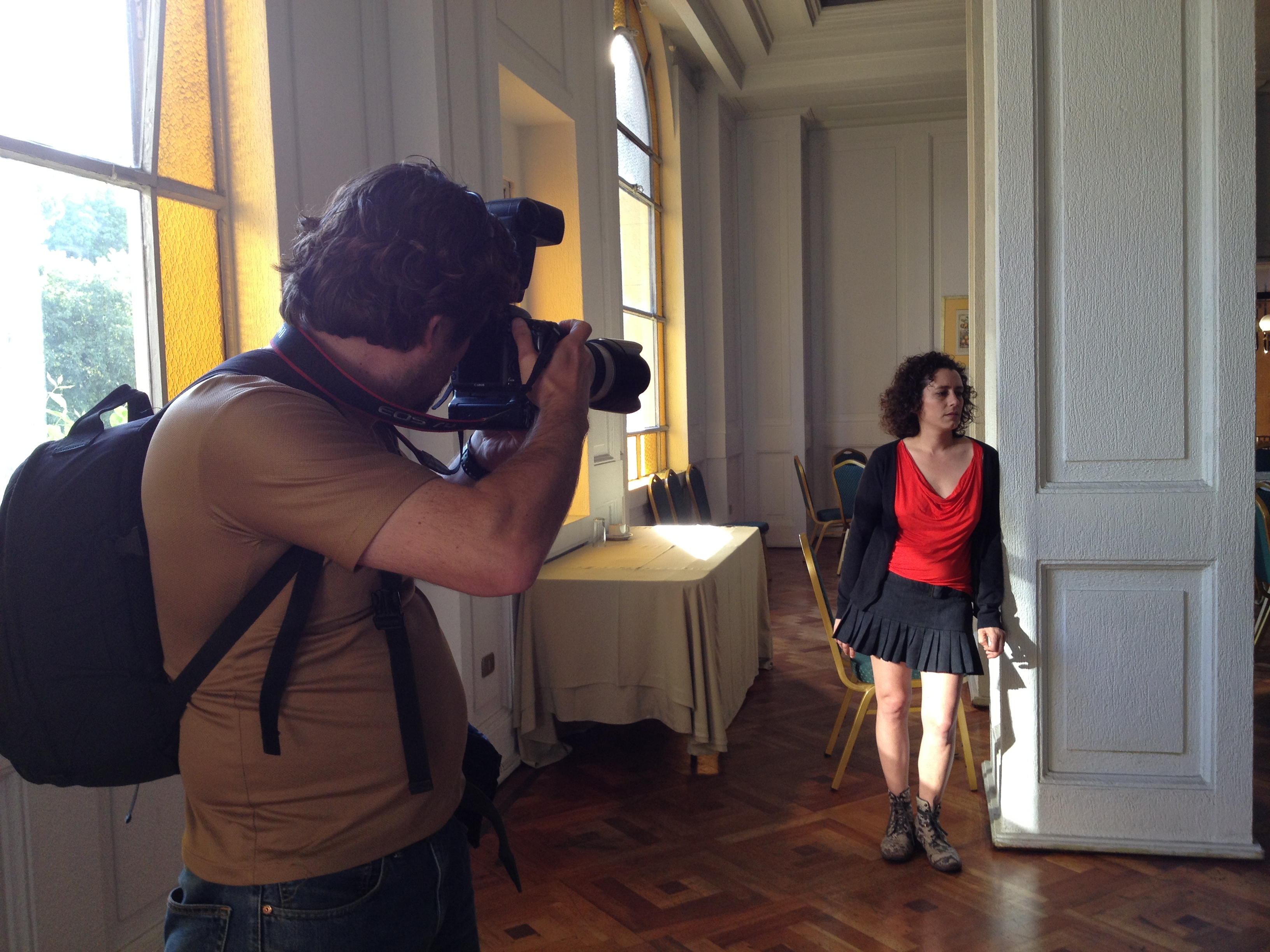
Albertina Carri el 2012

En 2012, ambdues van guanyar un concurs per a fer una sèrie de ficció en prime time (horari central de televisió). Carri va declarar: «Això ens té molt entusiasmades, perquè ja teníem ganes d'una mica de fantasia». Van realitzar llavors la reeixida minisèrie 23 pares, de 13 capítols (emesa entre setembre i desembre de 2012).
Des del 2013 és la directora artística d'Asterisco, un festival internacional de cinema LGBTIQ, que es realitza durant una setmana a la Ciutat de Buenos Aires.
Durant l'any 2015 Carri va muntar la mostra Operación fracaso y el sonido recobrado, al Parque de la Memoria de Buenos Aires,una mostra que va constar de cinc videoinstal·lacions, en diferents formats: sonors, escultòrics i projectats, que formaven un corpus reflexiu i intimista sobre la memòria i les seves múltiples maneres de ser invocada. L'obra consistia en una experiència audiovisual referida a la memòria, i que apuntava a convertir les memòries de les experiències traumàtiques, sofertes per les víctimes del terrorisme d'Estat, en una experiència sensible.

### Filmografia

#### Com a directora
- 2000: No quiero volver a casa
- 2001: Excursiones (curtmetratge)
- 2001: Aurora (curtmetratge)
- 2001: Historias de Argentina en vivo (curtmetratge)
- 2001: Barbie también puede estar triste (curtmetratge)
- 2003: Los rubios
- 2003: Fama (curtmetratge)
- 2004: De vuelta (curtmetratge)
- 2005: Géminis
- 2007: Urgente
- 2008: La rabia
- 2010: Restos (curtmetratge).
- 2017: Cuatreros
- 2018: Las hijas del fuego

#### Com a guionista
- 2000: No quiero volver a casa
- 2001: Barbie también puede estar triste (curtmetratge)
- 2003: Fama (curtmetratge).
- 2003: Los rubios
- 2005: Géminis
- 2007: Urgente
- 2008: La rabia
- 2010: Restos (curtmetratge).
- 2017: Cuatreros

#### Com a productora
- 2000: No quiero volver a casa
- 2001: Barbie también puede estar triste (curtmetratge)
- 2003: Los rubios
- 2005: Géminis
- 2010: Restos (curtmetratge).
- 2017: Cuatreros

#### Equip tècnico

##### Càmara
- 2000: No quiero volver a casa
- 2003: Los rubios

##### Muntatge
- 2001: Aurora (curtmetratge)

##### Assistent de càmera
- 1993: De eso no se habla
- 1998: Silvia Prieto

### Llibres publicats
- 2007: Los Rubios: cartografía de una película.[39][40]

### Sèries de televisió
- 2012: 23 pares.[41]
- 2014: La bella tarea.[42]

#### Articles
- 2015: Investigación del cuatrerismo, Roberto Carri: Obras completas.[43]